# Ястребщинский сельский совет (Глуховский район)
Ястребщинский сельский совет (укр. Яструбщинська сільська рада) — входит в состав
Глуховского района
Сумской области
Украины.
Административный центр сельского совета находится в 
с. Ястребщина
.

## Населённые пункты совета
- с. Ястребщина
- с. Вишенки